# Jean-Yves Reuzeau
Jean-Yves Reuzeau (* 1951 Laval) je francouzský básník a spisovatel.
Pracuje od roku 1977 pro Revue Jungle. Je autorem několika antologií a publikoval sbírky básní. Roku 1975 byl spoluzakladatelem nakladatelství Le Castor Astral v Bordeaux a dlouhodobě pracoval pro Elektra Records.

## Dílo
- Jim Morrison ou Les portes de la perception
- Jim Morrison et les Doors : La vie en accéléré
- Rauque haine rôle
- L'Œil biographe
- L'anthologie gourmande (spolu s Emmanuelem Dazinem)
- Imiter la vie
- Ces empreintes au bord de la ville
- Les Rolling Stones, biographie
- Monsieur Thorpe et autres nouvelles (spolu s Emmanuelem Bovem)
- Le mémento du football (spolu s Gillem Vidalem)
- Almanach du football (spolu s Gillem Vidalem)